# Stanmore Country Park
 (décembre 2019).
Pour les articles homonymes, voir Stanmore.
Stanmore Country Park est un parc public de 30,7 hectares, une réserve naturelle locale et un site d'importance métropolitaine pour la conservation de la nature à Stanmore dans le quartier londonien de Harrow. Il est détenu et géré par Harrow London Borough Council,,. 
Le parc faisait partie du terrain d'un manoir du XVIIIe siècle appelé Warren House. En 1937, il a été acquis par le Middlesex County Council et le Harrow Urban District Council comme espace public ouvert. Il appartint plus tard au Greater London Council et fut transféré au Borough londonien de Harrow en 1976. La présence d'arbres sauvages et de charmes matures montre qu'une partie de celui-ci est constituée de forêts anciennes. Les principales plantes dans les prairies sont l'houlque laineuse et le Yorkshire, avec de l'herbe à poils touffue dans les zones humides. 

Le parc abrite une faune diversifiée, notamment le muntjac de Reeves et le renard roux. Des blaireaux, des belettes et même des sangliers ont également été signalés dans le parc, bien que ces «observations» ne soient pas confirmées. La vie des oiseaux est également abondante dans le parc qui contient plusieurs membres de la famille des mésanges, des merles, des pies et des corbeaux. Le parc abrite également des chouettes hulottes, des buses, des éperviers et des crécerelles. 

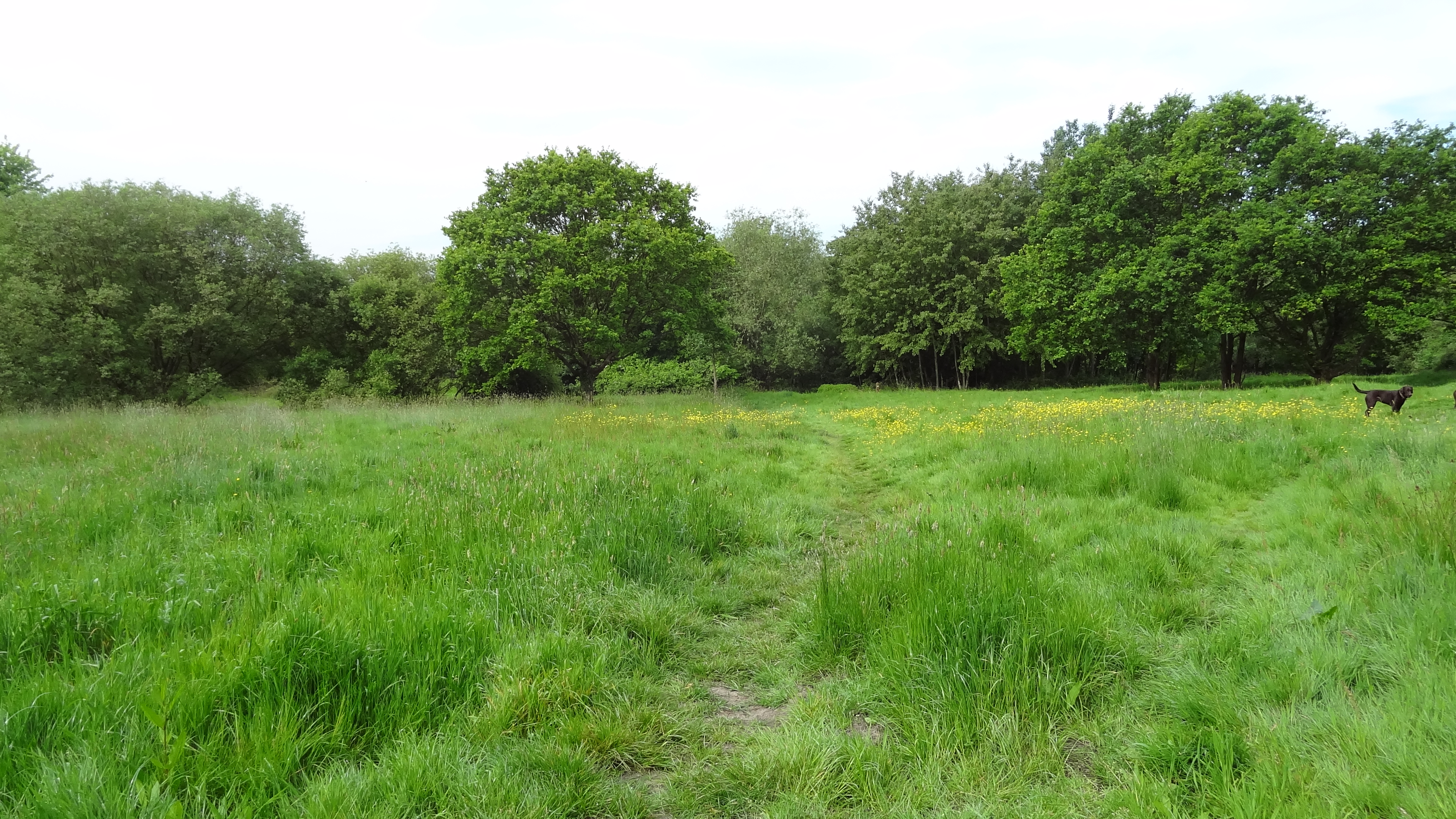
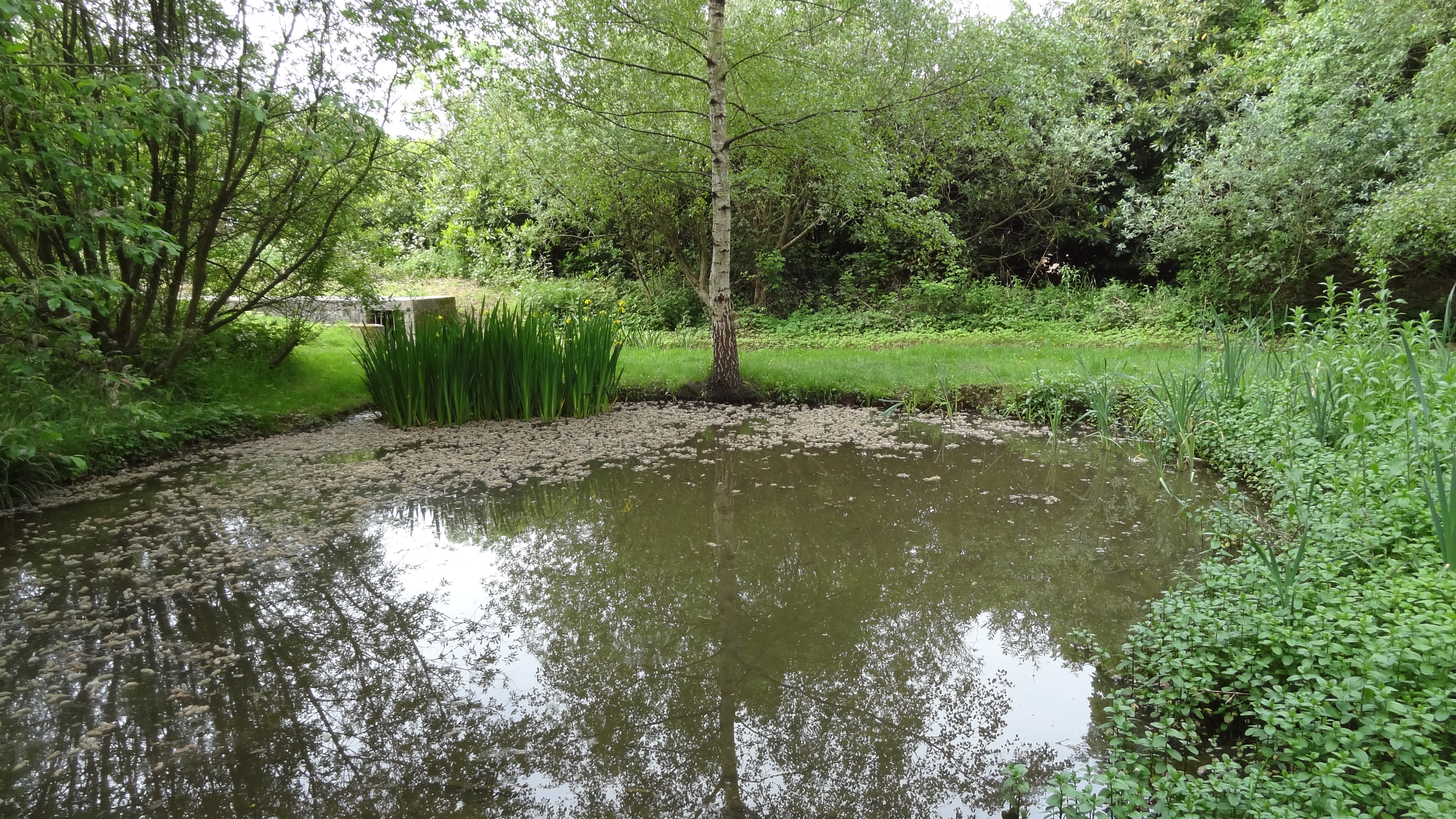
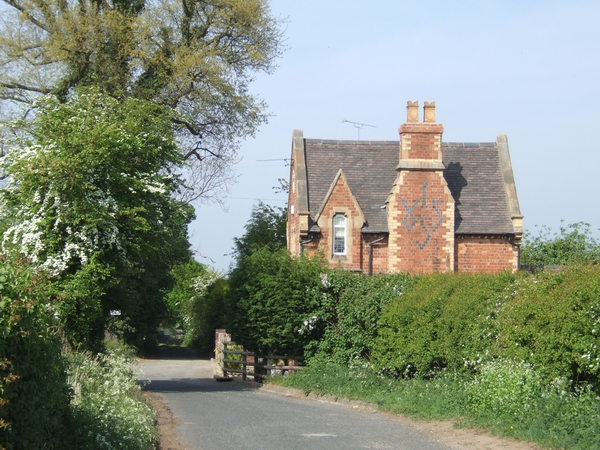
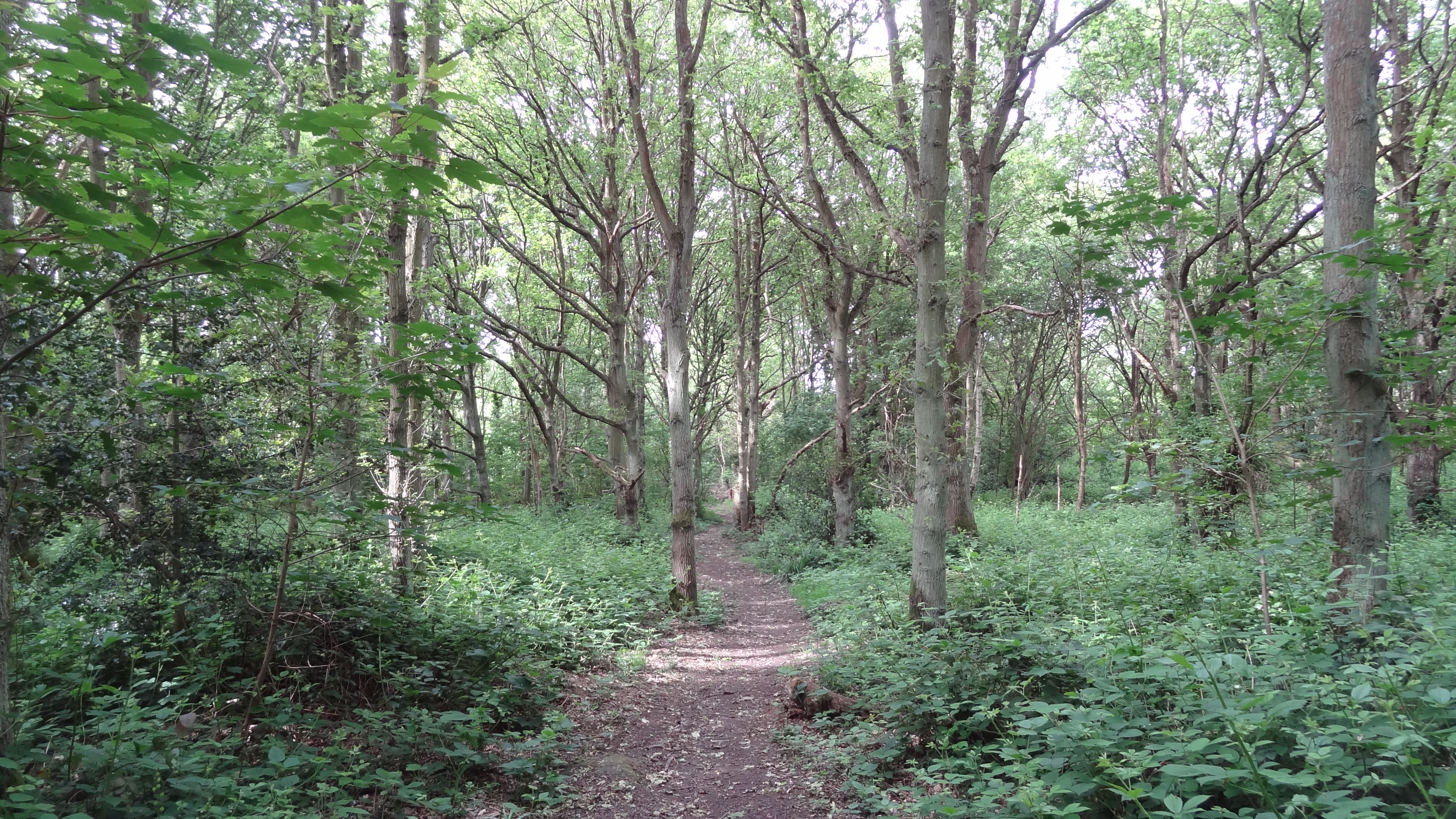